# Mahmud al-Muntasir
Mahmud al-Muntasir (àrab: محمود المنتصر, Maḥmūd al-Muntaṣir) (1903-1970) fou un polític libi. Fou primer ministre de Líbia en dues ocasions, entre desembre de 1951 i febrer de 1951, i entre gener 1964 i març 1965.